# Большие Кучки
Больши́е Ку́чки — деревня в Тарском районе Омской области России. Входит в состав Орловского сельского поселения.

## История
Основана в 1656 году. В 1928 году деревня состояла из 41 хозяйства, основное население — русские. В административном отношении — в составе Любимовского сельсовета Нижне-Колосовского района Тарского округа Сибирского края.

## Население
| 1926 | 2002 | 2010 |
| ---- | ---- | ---- |
| 255  | ↘159 | ↘121 |

## Известные уроженцы
- Косенков, Пётр Георгиевич (1923—1974) — советский военнослужащий, майор, Герой Советского Союза.